# Luís de Matos Monteiro da Fonseca
Luís de Matos Monteiro da Fonseca (* 17. Mai 1944 in Ponta do Sol) ist ein kap-verdischer Diplomat.

## Leben
Fonseca wurde auf Santo Antão, der zweitgrößten der Kapverdischen Inseln geboren, damals noch portugiesische Kolonie. Im Alter von 11 Jahren ging er auf die Nachbarinsel São Vicente, um in Mindelo am Liceu Gil Eanes und später in der Hauptstadt Praia weiter zur Schule zu gehen.
Bereits als Jugendlicher beteiligte er sich am Widerstand gegen die portugiesische Herrschaft, die unter dem autoritären Salazar-Regime jede eigene Entwicklung unterdrückte. Später schloss er sich der Unabhängigkeitsbewegung PAIGCV an. Die Geheimpolizei PIDE stufte ihn als „gefährliches Element“ ein und nahm ihm seinen Reisepass ab, um ihn am Studium im Ausland zu hindern. Er arbeitete von 1964 bis 1967 als kaufmännischer Leiter für das Fischerei- und Fischverarbeitungsunternehmen Congel auf São Vicente. Später nahm ihn die PIDE auf Grund seiner Aktivitäten im Untergrund schließlich fest, und er wurde zu einer mehrjährigen Haftstrafe im Konzentrationslager Campo do Tarrafal verurteilt.
1973 wurde er aus der Haft entlassen, als nach dem Tode Amílcar Cabrals das portugiesische Regime von einer Schwächung der PAIGCV ausging. Fonseca ging zurück nach Mindelo und arbeitete für den Industrie-, Handels- und Landwirtschaftsverband und blieb dabei politisch aktiv, u. a. leitete er die lokale PAIGCV-Organisation und war in der Funktion am Sturm auf den Radiosender Rádio Barlavento in Mindelo beteiligt.
Nach der Nelkenrevolution 1974 in Portugal und der folgenden Unabhängigkeit Kap Verdes wurde Fonseca Abgeordneter. Bei der Unabhängigkeitsfeier 1975 las er den Text der Unabhängigkeitserklärung vor. Von 1975 bis 1985 war er Abgeordneter der Nationalversammlung Kap Verdes (Assembleia Nacional). Danach wechselte er ins Außenministerium Kap Verdes und wandte sich ab 1986 dem Diplomatischen Dienst zu.
Von 1987 bis 1991 war er kapverdischer Botschafter in Den Haag, wo er Kap Verde in den Niederlanden und bei der EU vertrat. Von 1991 bis 1994 war er Botschafter Kap Verdes in Moskau. Danach kehrte er ins Außenministerium zurück und wurde dort zunächst Leiter oder Staatssekretär für Politik und Kultur (Diretor-Geral dos Assuntos Políticos e Culturais, 1994–1996), dann für Außenpolitik (Diretor-Geral da Política Externa, 1996–1999).
Im Anschluss wurde er Ständiger Vertreter für Kap Verde bei den Vereinten Nationen in Wien (1999–2001) und in New York (2001–2004). 
Am 26. Juli 2004 wurde Fonseca auf der 5. Konferenz der Staats- und Regierungschefs der Gemeinschaft der Portugiesischsprachigen Länder (CPLP) in São Tomé zu deren Generalsekretär gewählt. Auf der 6. Konferenz, am 17. Juli 2006 in Bissau, wurde er für eine zweite zweijährige Amtszeit wiedergewählt.
2008 wurde er in Portugal mit dem Großkreuz des Ordens des Infanten Dom Henrique ausgezeichnet.
Luís de Matos Monteiro da Fonseca lebt mit seiner Frau Maria Fernanda Benrós Lima da Fonseca in Mindelo, das Paar hat zwei Kinder. Fonseca ist heute im Ruhestand, engagiert sich aber weiter für die Verbreitung der Kenntnis über die Geschichte und den Unabhängigkeitskampf Kap Verdes, insbesondere unter der jungen Generation, die lange nach der Kolonialzeit aufgewachsen ist.